# Black-Tom-Explosion
Koordinaten: 40° 41′ 33,68″ N, 74° 3′ 26,47″ W
Die Black-Tom-Explosion war ein Sprengstoffanschlag, den vermutlich deutsche Agenten am 30. Juli 1916 auf die Umschlags- und Lagerungseinrichtung für Munitionsgüter auf Black Tom Island in Jersey City (New Jersey) verübten, um die Verschiffung dieser Güter an die Entente-Mächte – und damit ihren Gebrauch am europäischen Kriegsschauplatz – zu verhindern.

## Black Tom Island

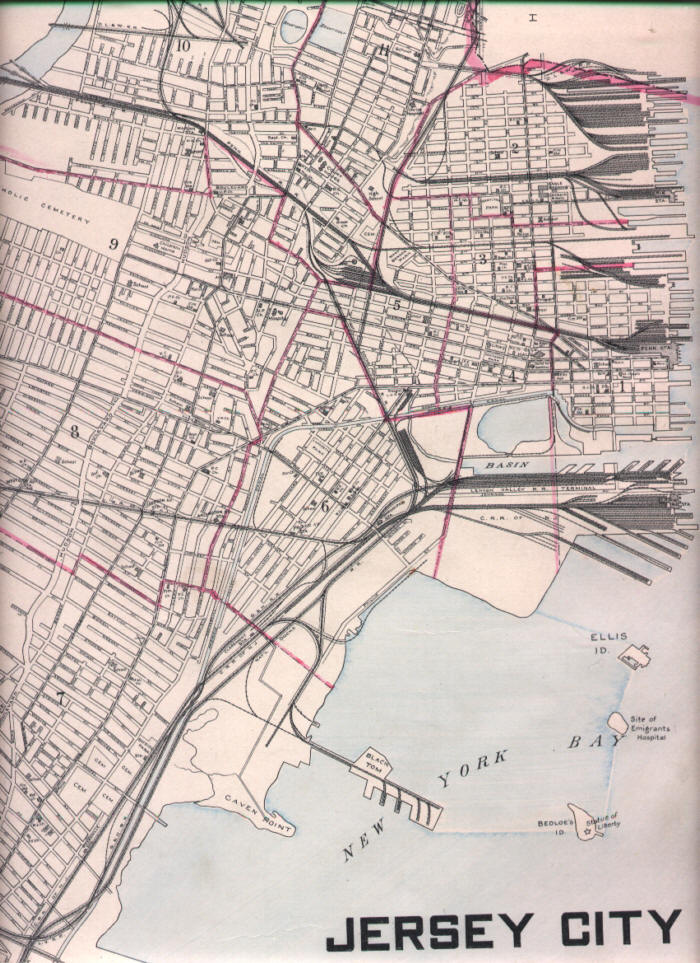
Karte von ca. 1905

Der Begriff Black Tom bezog sich ursprünglich auf eine kleine Insel im Hafen von New York, die sich in der Nähe von Liberty Island befand. Einer lokalen Legende zufolge wurde die Insel nach einem afroamerikanischen Bewohner namens Black Tom benannt. 1880 wurde die Insel durch einen für Eisenbahnen befahrbaren Damm mit dem Festland verbunden und fortan als Umschlagsplatz und Depot für Güter verwendet. Die Insel und der Bahndamm gingen später in den Besitz der Lehigh Valley Railroad Company über. Zwischen 1905 und 1916 ließ Lehigh die Insel durch Landaufschüttungen erweitern. Das Areal der Insel umfasste schließlich einen eine Meile langen Pier, auf dem sich das Depot und ein Lagerhaus der National Dock and Storage Company befanden. Das Hauptwarengut, das auf Black Tom Island gelagert und verladen wurde, machte vor und während des Krieges Munitionsmaterial aus, das im Nordosten der USA für den Export hergestellt worden war.

## Anschlag auf Black Tom Island
Bereits vor 1916 waren drei Explosionen auf Black Tom Island geschehen, die Sicherheitsvorkehrungen bei Munitionstransport und -lagerung waren mangelhaft. Aufgrund der zahlreichen Zwischenfälle erlangte die Insel bei der örtlichen Bevölkerung den Ruf „verflucht“ zu sein.

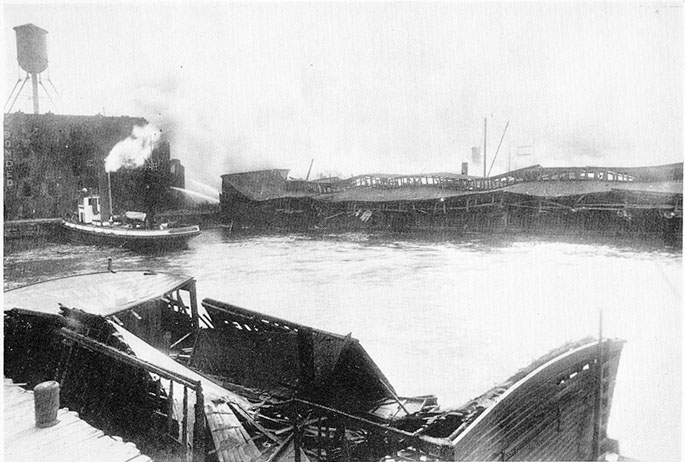
Der Pier nach der Explosion

In der Nacht des 30. Juli 1916 kam es kurz nach Mitternacht auf dem Pier zu einer Reihe kleinerer Brände. Einige Wächter flohen aus Furcht vor einer Explosion der gelagerten Rüstungsgüter, andere versuchten die Brandherde zu löschen. Die schließlich alarmierte Feuerwehr kam zu spät – gegen 2 Uhr hatten die Brände auf die gelagerten Munitionsgüter übergegriffen und lösten eine Kettenreaktion aus. Die Inbrandsetzung einiger Munitionskisten bewirkte Explosionen, die zu weiteren Bränden führten, die ihrerseits weitere explosive Stoffe ergriffen und weitere Explosionen nach sich zogen. Die erste und heftigste in dieser Serie von Explosionen erfolgte um 2:08 Uhr. Diese Explosion hatte die Stärke eines Erdbebens des Magnitudenwerts 5,0 bis 5,5 auf der Richterskala. Die Erschütterung konnte noch in Philadelphia gespürt werden: Fensterscheiben gingen bis in einer Entfernung von 40 Kilometern in die Brüche – so wurden etwa die Glasfassaden des Times Square nahezu völlig abgedeckt – Metallfetzen aus den Explosionen schlugen sogar in der Freiheitsstatue ein und Ellis Island musste aus Sicherheitsgründen geräumt werden.
Insgesamt wurden 1000 Tonnen Munition, darunter 50 Tonnen TNT, die nach Großbritannien und Frankreich verschifft werden sollten, durch die Explosionen zerstört. Sieben Menschen (darunter Polizisten, ein Barkassenkapitän und ein Säugling) starben. Der materielle Schaden, den die Explosion anrichtete, wird auf 20 Millionen US-Dollar geschätzt (inflationsbereinigt im Jahr 2025 etwa 510 Millionen Dollar). Der Schaden an der Freiheitsstatue wurde auf etwa 100.000 US-Dollar beziffert. Die Beschädigung, die das Denkmal durch die Explosion erfuhr, führte dazu, dass die eigentlich begehbare Fackel, die die Statue in ihrer rechten Hand hält, nach der Black-Tom-Explosion für Besucher gesperrt und bis heute nicht wieder zugänglich gemacht wurde.

## Folgen
Die Untersuchung der Explosion durch die 8 Jahre zuvor geschaffene Ermittlungsbehörde Bureau of Investigation (heute Federal Bureau of Investigation – FBI), die New Yorker Polizei und örtliche Detektive ergab, dass es sich bei ihr wahrscheinlich um einen Unfall gehandelt habe, da keine konkreten Beweise für einen Sabotageakt gefunden wurden.
Nachforschungen Jahre später brachten die Ermittler auf die Spur eines slowakischen Immigranten namens Michael Kristoff. Er war ein bekannter Krimineller und gab im Verhör an, dass zwei der Wächter auf Black Tom Island deutsche Agenten seien. Dabei soll es sich um Kurt Jahnke und Lothar Witzke gehandelt haben. Dies konnte jedoch nicht bestätigt werden und er wurde wieder freigesetzt.
Behauptungen wurden ruchbar, dass Mitarbeiter der deutschen Botschaft wie Franz von Rintelen und Karl Boy-Ed für den Anschlag verantwortlich gewesen seien. Als einer der Hauptplaner wurde in der amerikanischen Presse der bereits im Dezember 1915 aus den USA ausgewiesene Militärattaché Franz von Papen identifiziert. Dieser verwahrte sich sein Leben lang in heftigen Repliken gegen den Vorwurf einer Verwicklung in die Black-Tom-Explosion, so etwa noch zu Beginn der 1950er Jahre in einem Leserbrief an das Time-Magazine.
Die Lehigh Valley Railroad Company machte nach dem Krieg Schadensersatzansprüche gegen das Deutsche Reich geltend, die nach dem Berliner Vertrag (1921) von einer gemischten Kommission, der German American Mixed Claims Commission, ausgehandelt wurden.
Die Kommission, bestehend aus einem deutschen und einem amerikanischen Richter, Wilhelm Arnold Kiesselbach und Chandler P. Anderson, sowie einem „Unparteiischen“ (engl.: Umpire, d. h. Schiedsrichter), auch ein Amerikaner, endete im Jahr 1932 und kam zu dem Schluss, dass keine zuverlässigen Beweise existierten, dass das Deutsche Reich die Anschläge angeordnet habe und keine Reparationen gezahlt werden mussten. Sieben Jahre später jedoch bestimmte eine andere, diesmal rein amerikanische Kommission ohne deutsche Repräsentation, diesen Beschluss rückgängig zu machen und das Deutsche Reich doch für die Explosion und Reparationen schuldig zu erklären, was die damalige deutsche Regierung zurückwies.
1953 einigte man sich schließlich auf eine ratenweise abzuleistende Kompensationszahlung von 50 Millionen US-Dollar durch die deutsche Bundesregierung, die bis 1979 erfolgte.

## Black Tom Island heute
Heute ist das Areal der Black-Tom-Insel durch weitere Landaufschüttungen ein Teil des Festlandes geworden und befindet sich im Südosten des Landschaftsparkes „Liberty State Park“. Eine Gedenktafel an der Explosionsstelle und ein Bildglasfenster der Kirche „Our Lady of Czestochowa“ gedenken der Opfer des Anschlages.

## Begriffsschöpfung
Für einige Jahre etablierte sich in den USA der Begriff „Black Tom“ im allgemeinen Sprachgebrauch als Bezeichnung für Explosionen. 1941 nach dem japanischen Angriff auf Pearl Harbour und der darauffolgenden Internierung japanisch-stämmiger US-Bürger verwendete Präsident Roosevelt den Begriff.